# 湯瑪士·克許
湯瑪士·克許（Thomas B. Kirsch，1936年6月10日—2017年10月22日）。是一位美國心理學家、榮格分析師。父母均是榮格分析師，參與了柏林、巴勒斯坦、倫敦以及洛杉磯等地榮格中心的創立。

## 生平
1936年出生於倫敦。
1961年畢業於耶魯大學醫學院。在史丹佛大學擔任住院醫師。
1968年於洛杉磯榮格中心完成分析師訓練，在此期間，與韓德森博士建立長遠深刻的關係。
1977年加入國際分析心理學學會，1989年至1995年間擔任學會主席。

## 作品
- 《榮格學派的歷史》(The Jungians: A Comparative and Historical Perspective)，2007年，繁體中文版由心靈工坊出版，ISBN 978-986-678-214-5
- 《給追求靈魂的現代人：湯瑪士．克許談榮格分析心理學》(Contemporary Man Still in Search of a Soul)，2013年，繁體中文版由心靈工坊出版，ISBN 978-986-611-287-4
- 《我的榮格人生路：一位心理分析師的生命敘說》(A Jungian Life)，2015年，繁體中文版由心靈工坊出版，ISBN 978-986-357-043-1
- Foreword to Jungian Psychoanalysis: Working in the Spirit of Carl Jung, 2010，ISBN 978-081-269-668-4